# Yossi Benayoun
Yossi Shai Benayoun (hebräisch יוסי בניון; * 5. Mai 1980 in Dimona) ist ein israelischer ehemaliger Fußballspieler, der zum Karriereende bei Beitar Jerusalem unter Vertrag stand. Im September 2017 machte er als erster israelischer Fußballspieler sein 100. Länderspiel.

## Werdegang

### Vereinskarriere
Benayoun wuchs in Dimona auf. Bereits in jungen Jahren wurde er als großes Talent erkannt. Mit neun Jahren wechselte er zu Hapoel Be’er Scheva. Mit 15 Jahren besuchte er die Jugendakademie von Ajax Amsterdam. Nach zwei Jahren bekam er Heimweh und kehrte nach Israel zurück. Mit 17 Jahren stieg er in die erste Mannschaft von Hapoel Be’er Scheva auf. Der Verein stieg jedoch ab. Ein Jahr darauf wechselte er von Be'er Sheva zu Maccabi Haifa. Haifas Präsident Yaakov Shachar vereinbarte mit dem damaligen Präsidenten von Hapoel Beer Sheva, im Fall eines Weiterverkaufs an einen europäischen Verein einen Teil der Ablösesumme an Beerscheba zu zahlen. In vier Saisons bei Maccabi Haifa erzielte Benayoun als Mittelfeldspieler mehr als 50 Tore, darunter zwei Hattricks. Seine größten Erfolge mit dem Verein waren das Erreichen des Viertelfinales des Cup der Cupsieger und die Meisterschaft in der Saison 2000/01 unter Trainer Avram Grant.
2002 wechselte er zu Racing Santander. Im Juli 2005 unterschrieb er beim damaligen Aufsteiger in die Premier League West Ham United. Sein größter Erfolg hier war die Finalteilnahme im FA Cup.
2007 wechselte Benayoun zum FC Liverpool. Nach Avi Cohen und Ronny Rosenthal war er der dritte israelische Spieler, der beim FC Liverpool gespielt hat. Im Sommer 2010 ging er zum FC Chelsea und wurde im August 2011 für eine Saison an den FC Arsenal verliehen. Am 31. August 2012 wurde er für die Hinrunde an West Ham United ausgeliehen. Das Geschäft beinhaltete eine Option, die Leihe bis Saisonende zu verlängern. Er erhielt die 15 als Rückennummer. Am 3. Januar 2013 kehrte er zu Chelsea zurück. Aufgrund einer Knieverletzung konnte er nur einige Spiele absolvieren.
Nachdem Benayoun nach der Saison 2012/13 vereinslos geworden war, unterschrieb er am 10. Dezember 2013 einen Vertrag bis zum Ende der Saison 2013/14 bei den Queens Park Rangers. 2014 wechselte er zurück nach Israel und unterschrieb einen Zweijahresvertrag bei Maccabi Haifa. Am 13. Juni 2016 unterschrieb Benayoun für ein Jahr bei Maccabi Tel Aviv. In seinem ersten Pflichtspiel gelang Benayoun das Siegestor beim 1:0-Auswärtssieg bei ND Gorica. Nach der Saison ging er zu Beitar Jerusalem, wo er 2019 seine Karriere beendete.

### Nationalmannschaft
Am 18. November 1998 wurde er erstmals im israelischen Nationalteam eingesetzt, in dem er sich als Schlüsselspieler etablierte. Er spielte mit israelischen Größen wie Haim Revivo (zuletzt Galatasaray Istanbul) und Eyal Berkovic (zuletzt FC Portsmouth und Maccabi Tel Aviv).
Yossi war von August 2006 bis Juni 2013 Kapitän der israelischen Nationalmannschaft. In den Qualifikationsspielen zur Europameisterschaft 2008 trug er zum guten Abschneiden der israelischen Fußballnationalmannschaft bei. Am 14. August 2013 stellte er beim 0:2 gegen die Ukraine mit seinem 94. Länderspiel den Rekord von Arik Benado ein und überbot ihn im Mai 2014. Danach kam er aber nur noch zu sporadischen Einsätzen. In der Qualifikation für die WM 2018 wurde er im drittletzten Spiel zu seinem 100. vom israelischen Verband gezählten Länderspiel eingewechselt, womit er der erste Israeli ist, der diese Marke erreichte.

### Titel und Erfolge
- UEFA Europa League: 2013
- Israelischer Meister: 2001, 2002